# Ханджуннок
Записки, написанные в печали, также Записки в печали (кор. 한중록, 閑中錄 / 恨中錄, Hanjungnok, Ханджуннок) — автобиографический дневник, написанный придворной дамой Хонгён-ванху из государства Чосон. Дневник проливает свет на детали многих лет её жизни во дворце Чхангёнгун и является важным историческим источником.
Рукопись включает в себя четыре отдельных произведения, написанные в 1795, 1801, 1802 и 1805 годах. Каждая часть писалась для различных аудиторий: самые ранние вещи имели сугубо личный характер, но поздние части постепенно становились всё более публичными.
Дневник подробно описывает жизнь придворной дамы и судьбу её мужа, наследного принца Садо, казнённого по приказу собственного отца.